# Cantigas de Toledo
Cantigas de Toledo es un álbum de música medieval que se enmarca dentro del proyecto de Eduardo Paniagua de grabación integral de las Cantigas de Santa María del Rey Alfonso X de Castilla "el Sabio" (1221-1284).

## Listado de canciones
1. CSM 2: Muito devemos, varões, loar a Santa Maria. 7:27
2. CSM 116: Dereit' é de lume dar a que Madr' é do lume. 6:20
3. CSM 76: Quenas sas figuras da Virgen partir (instr.). 3:03
4. CSM 212: Tod' aquel que pola Virgen quiser do seu ben fazer. 7:47
5. CSM 12: O que a Santa Maria mais despraz. 9:06
6. CSM 72: Quen diz mal (instr.). 2:31
7. CSM 122: Miragres muitos pelos reis faz Santa Maria. 7:25
8. CSM 69: Santa Maria os enfermos sãa. 15:33

## Intérpretes
Grupo Música Antigua: Paula Vega (soprano, coro), Luis Vincent (contratenor, coro), César Carazo (tenor, coro, viola de brazo), Wafir Sheik (laúd árabe), Luis Delgado (zanfona, vihuela de péñola, dutar (laúd de 2 cuerdas), santur, tromba marina, pandero cuadrado, bendir, tambor charro), Eduardo Paniagua (psalterio, flautas a bisel, nay, fahl (flauta árabe metálica), chirimía, cromorno, darbuga, tar, pandero, campanas, platillos, cimbalos, sonajas, cascabeles, ajorcas)
Eduardo Paniagua, dir.

## Comentario
El Rey Alfonso X el Sabio nació en Toledo el 23 de noviembre de 1221, en el Palacio de Galiana. Toledo fue una de las ciudades que más amó el Rey Sabio, entre otras razones porque fue el más sofisticado de los reinos Moros durante el apogeo de la cultura Arabigo-Andalusí, y porque fue donde el concepto de las Tres Culturas -Judíos, Cristianos y Musulmanes- tomó su auténtico sentido: un paraíso en la Tierra donde todo conocimiento era cultivado en un espíritu de unidad, hecho posible por la tolerancia y la pluralidad.